# John Key
John Phillip Key (Auckland, 1961. augusztus 9. –) Új-Zéland 38. miniszterelnöke és az Új-Zélandi Nemzeti Párt elnöke volt 2016 decemberéig.

## Élete

### Családja
Angol apától és Ausztriából 1939-ben elmenekült zsidó anyától származik, szülei 1948-ban vándoroltak ki Nagy-Britanniából Új-Zélandra, és Aucklandben telepedtek le. Apja 1969-ben meghalt, ekkor a család Christchurch-be költözött, ahol anyja takarításból és éjszakai portásként dolgozott.

### Pénzügy karrier
Key 1983-ban szerzett kereskedelmi diplomát a University of Canterbury egyetemen. Egy sportruházat gyártó cégnél, majd az ausztrál Elders Merchant Finance devizakereskedő cégnél, 1988-tól pedig a Bankers Trust banknál dolgozott. 1995-től a Merrill Lynch vállalatnak dolgozott a világ különböző pénzügyi központjaiban (Szingapúr, London, Sydney). 1999-ben a Federal Reserve Bank of New York devizabizottságának tagjává nevezték ki.

### Politikai karrier
2001-ben hazatért Új-Zélandra és 2002-ben a parlamenti választásokon, a Nemzeti Párt jelöltjeként – szoros győzelmet aratva – Auckland Helensville körzetének képviselője lett. 2005-ben újra megszerezte a mandátumot. A Nemzeti Párt pénzügyi szóvivője lett, majd 2006-ban megválasztották a párt vezetőjévé. Az általa vezetett párt győzött a 2008. november 8-i választásokon, és Key az ország miniszterelnöke lett. Első miniszterelnöki ciklusára esett a 2008-ban kirobbant gazdasági világválság kitörése és több természeti csapás, így a például a 2011-es christchurchi földrengés, amelyek hatalmas rombolást okoztak hazája gazdaságában.
2011 novemberében pártja újra megnyerte a választásokat, így ismét miniszterelnöki megbízást kapott. Kormányzása idején hazája jelentős gazdasági fellendülést produkált: az új-zélandi gazdaság teljesítménye 2014-re visszatért a válság előtti szintre. 2014-ben a Nemzeti Párt Key vezetésével harmadszorra is megnyerte választást és Key ismét megvédte miniszterelnöki pozícióját. A kampány során ígéretet tett rá, hogy szavazást tart az új-zélandi zászlóról, hogy eltávolíthassák abból, a Union Jacket, azaz az Egyesült-Királyság zászlaját, jelképesen elszakadva ezzel a brit gyarmati múlt örökségétől. A kétéves folyamat végén azonban a választók a meglévő zászló megtartása mellett döntöttek.

### Lemondása
Key 2016 végén váratlanul bejelentette lemondását a miniszterelnöki és pártelnöki posztról is. Családi okokra, illetve arra hivatkozott, hogy nem akar abba a hibába esni, hogy túl sokáig marad a miniszterelnöki pozícióban. Utódja, kormányának pénzügyminisztere Bill English lett.